# Новодудаковка
Новодудаковка (каз. Новодудаков) — упраздненное село в Сарыкольском районе Костанайской области Казахстана. Ликвидировано в 2010 г. Входило в состав Тагильского сельского округа. Код КАТО — 396257105.

## Население
В 1999 году население села составляло 14 человек (5 мужчин и 9 женщин). По данным переписи 2009 года, в селе проживало 7 человек (3 мужчины и 4 женщины).